# سان رافاييل سيمينا
سان رافاييل سيمينا هيبلدية في مدينة تورينو الحضرية في منطقة بيدمونت الإيطالية، وتقع على بعد نحو 15 كيلومتر (9 ميل) شمال شرق تورينو.
تقع سان رافاييل سيمينا على حدود البلديات التالية: شيفاسو وبرانديزو وكاستانيتو بو وسيتيمو تورينيزي وجاسينو تورينيزي وريفالبا.

## روابط خارجية
- الموقع الرسمي